# فرودگاه فلباب
فرودگاه فلباب (به انگلیسی: Flabob Airport) یک فرودگاه همگانی با کد یاتا RIR است که یک باند فرود آسفالت دارد و طول باند آن ۹۷۵ متر است. این فرودگاه در شهر ریورساید کشور ایالات متحده آمریکا قرار دارد و در ارتفاع ۲۳۳ متری از سطح دریا واقع شده است.